# KTH Chalmers Capital
KTH Chalmers Capital är ett riskkapitalbolag som investerar i tidiga faser i svenska bolag som har spännande teknologier, skalbara affärsmodeller och drivna entreprenörer. Totalt förvaltar bolaget 254 miljoner kronor uppdelat på två fonder: KTH Seed Capital och KTH Chalmers Capital. Investerare i fonderna är Wallenbergstiftelserna, SEB och Industrifonden samt KTH och Chalmers. Typiska investeringsområden är IT, internetteknologi, materialteknologi och miljöteknik. Sedan starten 2003 har bolaget investerat i elva bolag varav två avyttrades under våren 2008.

## Medarbetare
- Jakob Svärdström, Operativ Partner
- Jonas Rahmn, Partner
- Joachim Karlsson, Partner

## Avyttringar
- Admeta
- ZealCore